# Murghab (Afghanistan)
Bala Murghab è un villaggio dell'Afghanistan, 170 km a nordest di Herat. Fa parte della provincia di Badghis (di cui è il capoluogo) al confine con il Turkmenistan.
L'omonima valle nel 2009 è stata teatro di scontri tra talebani contro l'esercito afghano, gli italiani e gli statunitensi.
Nei pressi del villaggio, precisamente nella località Bala Morghab (o Bala Murghab) sorge la base operativa avanzata utilizzata dal contingente ISAF, la FOB Todd o Columbus. Attualmente nella Valle del Murghab è stata creata una bolla di sicurezza di oltre 10 km che viene presidiata con dei COP (Combat Outpost),  veri e  propri avamposti trincerati. Le forze che lavorano costantemente per mantenere la sicurezza dell'area sono italiane, americane e dell'esercito afghano. Grazie alla creazione della bolla di sicurezza la FOB è ora protetta dai tiri di mortai e razzi da parte degli insorti, mentre in passato riuscivano ad avvicinarsi parecchio per colpire le  forze ISAF.
Altrettanto importante, sempre per effetto della bolla di sicurezza, il fatto che gran parte della popolazione dell'area ha potuto far ritorno alle proprie case, rassicurarata dal fatto che le truppe straniere hanno ora un controllo più capillare del territorio.